# Licurgo di Atene
Licurgo, figlio di Licofrone del demo di Butade (in greco antico: Λυκοῦργος?, Lykûrgos; Atene, 390 a.C. circa – Atene, 324 a.C.), è stato un politico e oratore ateniese, uno dei dieci oratori attici inclusi nel Canone alessandrino, che fu compilato nel III secolo a.C. da Aristofane di Bisanzio e da Aristarco di Samotracia.

## Biografia
La principale fonte riguardo alla vita di Licurgo sono le Vite dei dieci oratori dello Pseudo-Plutarco, integrate da qualche citazione di altri autori e da alcuni testi epigrafici.
La principale fonte della biografia scritta dallo Pseudo-Plutarco era la biografia contenuta nel Sullo stile dei dieci oratori di Cecilio di Calacte (andata perduta), la quale si basava a sua volta su una biografia scritta da Filisco di Mileto poco dopo la morte di Licurgo (biografia che, secondo Olimpiodoro il Giovane, era un panegirico), integrata per alcuni aspetti dalle Vite scritte da Ermippo di Smirne e dal Sui demagoghi scritto da Idomeneo di Lampsaco.
La biografia di Licurgo scritta da Fozio non è altro che una riformulazione di quella dello Pseudo-Plutarco.

### Famiglia e data di nascita
Il padre di Licurgo era Licofrone del demo di Butade, figlio un omonimo Licurgo messo a morte dai Trenta tiranni, esponente dell'antichissima famiglia degli Eteobutadi. Probabilmente la famiglia possedeva delle proprietà terriere nel demo di Butade, lungo la Via Sacra, ma sembra che non disponesse di un patrimonio enorme (secondo John Kenyon Davies non più di 2 talenti), considerato anche che non si ha notizia di liturgie sostenute da alcun membro della famiglia di Licurgo; bisogna però notare che Licurgo strinse legami matrimoniali colle opulente famiglie di Callia II del demo di Bate e di Pitodoro del demo di Acarne.
La data di nascita di Licurgo può essere definita approssimativamente come poco successiva al 390 a.C. in base a tre dati:
- Libanio, nel suo commento alla Contro Aristogitone I di Demostene, afferma che Licurgo al processo contro Aristogitone parlò prima di Demostene (nato nel 384 a.C.) per privilegio di età;[8]
- Lo Pseudo-Plutarco pone la biografia di Licurgo prima di quella di Demostene;[9]
- Lo Pseudo-Plutarco afferma che studiò assieme a Iperide (nato nel 390/389 a.C. o 389/388 a.C.).[10]

### Formazione e abitudini
Secondo lo Pseudo-Plutarco Licurgo fu allievo, contemporaneamente a Iperide, prima di Platone e poi di Isocrate. Dopo essere stato studente di Isocrate Licurgo si avviò alla carriera politica. Presso Platone, forse, Licurgo rafforzò il suo rigore morale, mentre da Isocrate trasse molte caratteristiche retoriche.
Licurgo era un convinto ammiratore dell'oligarchia spartana, caratterizzata da una disciplina austera e inflessibile, da una severa morale e dall'asservimento dell'individuo al bene dello Stato. Secondo lo Pseudo-Plutarco Licurgo applicava pienamente questi principi: nonostante fosse ricco, indossava lo stesso mantello ogni giorno, d'estate e d'inverno; camminava a piedi nudi se il clima era sufficientemente mite; per non sottrarre tempo ai suoi studi dormendo troppo a lungo, aveva sul suo letto solo una piccola pelle di pecora e un cuscino sotto la testa.
Licurgo era inoltre religiosissimo, sia per tradizione famigliare sia per convinzione personale: infatti, oltre a una carica sacerdotale ereditaria, ricoprì per un certo periodo anche quella di ieropèo assegnato al culto delle Erinni. Secondo lo Pseudo-Plutarco era fermamente contrario all'eventualità che Alessandro Magno potesse essere divinizzato: un aneddoto riferisce che avrebbe esclamato: "Che divinità sarebbe mai questa dal cui tempio uscendo bisognerebbe purificarsi?".
Secondo lo Pseudo-Plutarco Licurgo non aveva particolari doti retoriche e non era bravo nell'improvvisare, quindi si esercitava "giorno e notte" e pagava dei retori quando preparava delle orazioni. Enrica Malcovati afferma che divenne oratore per "un intransigente senso del dovere, un'ardente carità di patria, un bisogno imperioso di denunziare e punire chi ai doveri verso la patria venisse meno".

### Rapporto cogli Ateniesi
Lo Pseudo-Plutarco riporta numerosi aneddoti che evidenziano quanto grande fosse la fiducia degli Ateniesi in Licurgo, visto come esempio di morale irreprensibile: dei privati gli affidarono il loro denaro, per un totale di 250 talenti (650 secondo il decreto onorifico di Stratocle); i tribunali assolvevano chiunque fosse da lui difeso; ricevette molte corone onorifiche.
Lo Pseudo-Plutarco e il decreto onorifico di Stratocle riferiscono che Licurgo fu accusato più volte ma sempre assolto da tutte le imputazioni, anche da quelle di appropriazione indebita.
Lo Pseudo-Plutarco sostiene anche che Licurgo donò di tasca propria a ogni cittadino 50 dracme, per un totale di 160 talenti, o, secondo altre fonti, 1 mina d'argento, per un totale di 320 talenti.

### Impegno politico

#### Amministrazione di Atene
Dopo la grave sconfitta di Cheronea (338 a.C.) Licurgo, convinto antimacedone come Demostene, fu eletto per un quadriennio amministratore delle finanze dello Stato (in greco antico: ὁ ἐπὶ τῇ διοικήσει?); secondo lo Pseudo-Plutarco fu scelto su suggerimento di Stratocle e, alla fine del primo mandato, non potendo essere rieletto personalmente (una legge impediva che una stessa persona fosse tamias per più di quattro anni), riuscì a far nominare alcuni suoi amici personali per i successivi due mandati, cosicché esercitò effettivamente il potere per dodici anni.
Durante questo periodo di dodici anni (338-326 a.C. o, secondo un'altra ipotesi, 336-324 a.C.) Licurgo ebbe un'autorità enorme. Secondo lo Pseudo-Plutarco in quegli anni passarono per le sue mani ben 14 000 talenti secondo alcune fonti, 18 650 secondo altre; il decreto onorifico di Stratocle parla di 18 900 talenti, probabilmente perché aggiunge ai 18 650 talenti già nominati i 250 che Licurgo ricevette in deposito da dei privati. Le due ipotesi sono verificabili solo parzialmente, ma tra le due la seconda sembra preferibile, visto che la prima sembra essere un computo artificioso ottenuto moltiplicando le entrate annue (1200) per il numero di anni in cui Licurgo fu in carica (12).
Licurgo è inoltre ricordato come autore di almeno 11 decreti, 10 dei quali leggibili più o meno frammentariamente, e una legge, databile al 335/334 a.C., anch'essa leggibile frammentariamente.
L'attività di Licurgo si rivolse principalmente verso tre ambiti: risanamento delle casse dello Stato, imponenti lavori pubblici e recupero delle tradizioni di Atene, principalmente quelle legate all'ambito religioso.
Per quanto riguarda l'ambito economico, Licurgo riuscì a riportare l'erario ateniese allo splendore dei tempi di Pericle: lo Pseudo-Plutarco sostiene che "la cosa più importante che fece nella sua vita fu aumentare le entrate pubbliche da 60 talenti, cifra a cui ammontavano quando entrò in carica, a 1200 talenti". Secondo Pausania il Periegeta all'epoca di Licurgo le casse dello Stato contenevano 6500 talenti in più rispetto all'epoca di Pericle; questo calcolo, però, è probabilmente inattendibile.

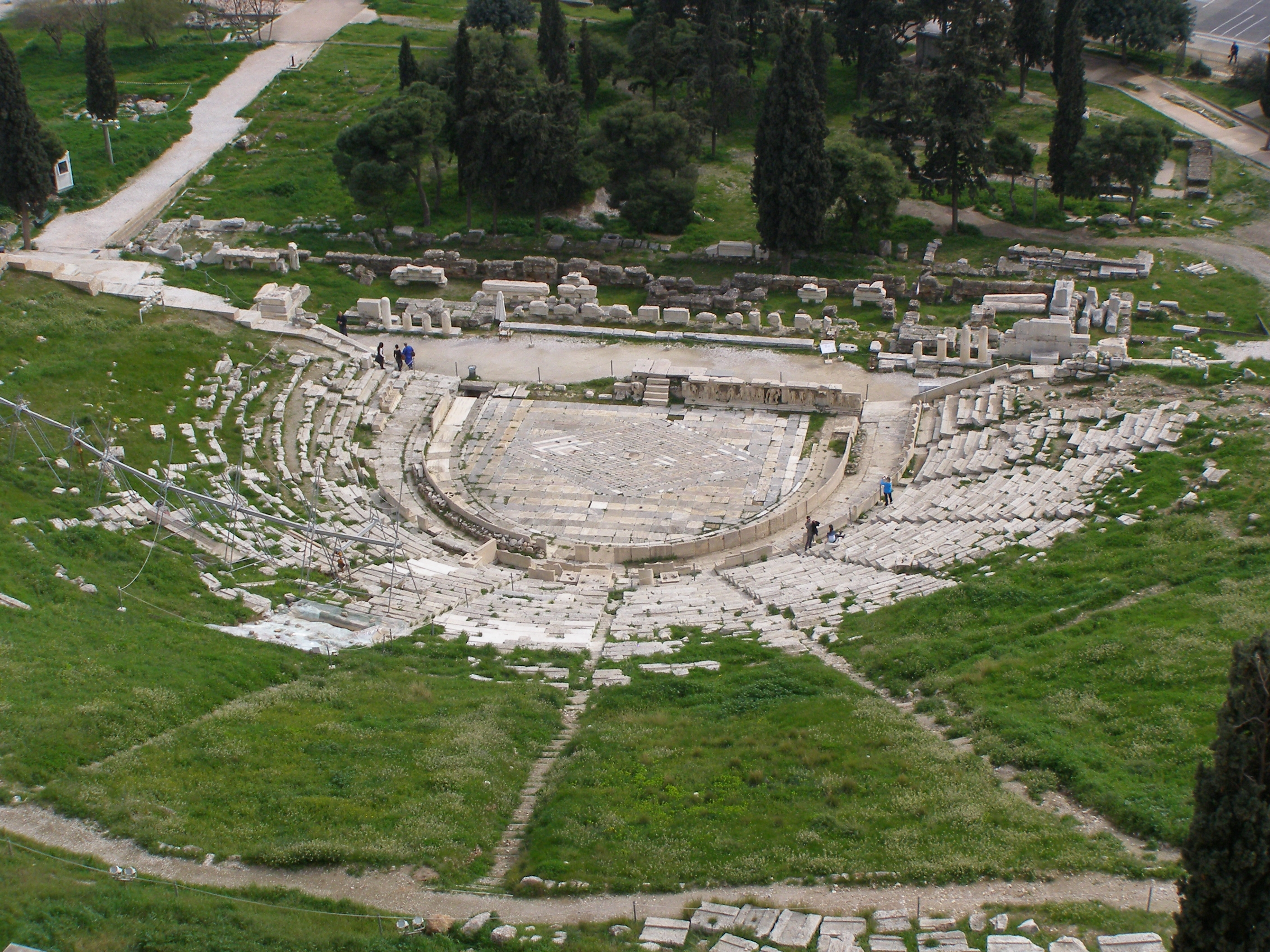
Il teatro di Dioniso, completato da Licurgo

Per quanto riguarda l'amministrazione della città, lo Pseudo-Plutarco ricorda numerose iniziative portate avanti da Licurgo.
- Costruì nel parco attorno al tempio di Apollo Liceo un ginnasio (preesistente come edificio in legno: fu ricostruito in pietra) e vi piantò davanti degli alberi;[33][34] edificò anche una palestra (cioè un luogo in cui si praticava la lotta),[18][27] presso la quale, secondo lo Pseudo-Plutarco, appese un elenco di tutte le sue azioni amministrative.[22]
- Completò la costruzione in pietra del teatro di Dioniso sul pendio meridionale dell'acropoli, di cui era stato nominato soprintendente.[18][27][33][35]
- Costruì un muro per lo stadio panatenaico sulla riva sinistra dell'Ilisso.[18][27][36]

Molte delle opere pubbliche di Licurgo avevano anche carattere militare, visto che Atene doveva essere pronta a sostenere una nuova guerra contro i Macedoni. Lo Pseudo-Plutarco afferma che Licurgo si dedicò anche alla repressione di numerose irregolarità annidate nello Stato.
- Riunì sull'acropoli una consistente riserva di armi e, secondo il decreto onorifico di Stratocle, almeno 50000 armi da lancio.[27][33][37]
- Finì di costruire al Pireo l'arsenale iniziato da Filone di Eleusi e i cantieri navali.[18][27][33][38]
- Fece approntare per lo Stato 400 triremi,[18] in parte restaurandone di preesistenti e in parte costruendone di nuove.[27][33][37]

Pare inoltre che Licurgo possa aver indirettamente partecipato ai lavori di fortificazione promossi da Demostene, in un'epoca da collocarsi probabilmente prima della distruzione di Tebe.
L'interesse che Licurgo sentiva più vivo, però, era quello legato agli aspetti cultuali e tradizionali, a cui era strettamente connessa anche l'arte tragica. In questo contesto si inserisce la sua decisione di erigere, nel teatro di Dioniso appena concluso, tre statue in bronzo dei grandi tragici del V secolo a.C. (Eschilo, Sofocle ed Euripide) e quella, di particolare rilievo dal punto di vista letterario, di promulgare una legge che ordinava che fosse stabilita una versione ufficiale delle loro tragedie, conservata negli archivi statali, e che tutti gli attori dovessero attenersi ad essa (le deformazioni nella recitazione erano frequenti): fu questa la copia che, richiesta da Tolomeo III e poi da lui trattenuta nella Biblioteca di Alessandria, fu alla base di tutte le copie successivamente realizzate ad Alessandria. L'interesse di Licurgo per il teatro si manifestò anche nella sua decisione di istituire, in occasione della festa dei Χύτροι (Chýtroi: il terzo giorno delle Antesterie), una gara di commedia il cui vincitore sarebbe stato iscritto direttamente alle successive Grandi Dionisie.
Dal punto di vista più strettamente legato al culto, Licurgo si dedicò assiduamente al riordino dei culti pubblici, delle feste, dei sacrifici e delle cerimonie sacre di Atene, al fine di eliminare innumerevoli abusi che si erano accumulati nello Stato; spesso intervenne di persona in contenziosi riguardanti tematiche di questo genere e prese alcuni provvedimenti specifici.
- Stabilì che al Pireo ci dovessero essere almeno tre danze circolari in onore di Poseidone e come premi per il concorso assegnava 10 mine al vincitore, 8 al secondo e 6 al terzo.[42]
- Fornì allo Stato numerosi vasi d'argento e di oro e numerose immagini d'oro di Nike per le processioni in onore di Atena Parthenos[18] e fece ornare d'oro cento canefore da offrirle in omaggio.[13][17][33]

Durante la sua amministrazione, inoltre, trovò nuovo impulso il culto della dea Democrazia.
Lo Pseudo-Plutarco ricorda anche altre due leggi attribuite a Licurgo: nessun abitante di Atene, fosse o meno cittadino ateniese, poteva comprare un prigioniero di guerra un tempo libero e renderlo schiavo senza il consenso del suo precedente padrone; nessuna donna dovesse andare ad Eleusi in carro, pena una multa di 6000 dracme (il fine era quello di impedire che le donne ricche avessero vantaggi eccessivi su quelle povere, come spiega lo Pseudo-Plutarco).
Secondo Dinarco e Cassio Longino Licurgo si oppose, assieme a Polieucto all'erezione di una statua di Demade dopo la battaglia di Cheronea. Tuttavia nel 330 a.C. Licurgo e Demade furono insieme hieropoioi in un'ambasciata sacra a Delfi per la dedica di un nuovo tempio e nel 329/328 a.C. furono epimeleti per i giochi di Anfiarao ad Oropo; ciò rende evidente il fatto che si fossero riconciliati, dopo i precedenti dissapori. Secondo Mitchell, infatti, sia Licurgo sia Demade, nonostante avessero idee di fonti differenti, erano interessati a mantenere la pace colla Macedonia nel 334-330 a.C. (i primi quattro anni in cui Licurgo fu tamias).

#### Politica estera
Nel 343 a.C. secondo lo Pseudo-Plutarco Licurgo partecipò ad un'ambasceria nel Peloponneso e presso altre città con Demostene, Polieucto ed Egesippo; Demostene stesso parla di questa ambasceria, ma cita come partecipanti solo sé stesso e Polieucto.
Sui nomi degli oratori di cui Alessandro chiese la consegna le fonti antiche sono in disaccordo:
- Arriano ricorda 10 oratori, cioè Demostene, Licurgo, Iperide, Polieucto, Carete, Caridemo, Efialte, Diotimo e Merocle;[50]
- la Suda arriva a 11 oratori, togliendo, rispetto ad Arriano, Merocle, e aggiungendo Patrocle, Trasibulo e Cassandro;[51]
- Plutarco nella Vita di Focione parla di Demostene, Licurgo, Iperide, Caridemo e di altri non precisati,[52] mentre nella Vita di Demostene arriva a 8 oratori, togliendo, rispetto ad Arriano, Carete, Diotimo ed Iperide, ed aggiungendo Callistene e Demone;
- Idomeneo di Lampsaco e Duride di Samo riportavano una lista di 10 oratori, ma, secondo Plutarco che riporta questa attestazione nei propri scritti, essi si erano basati su fonti meno numerose e meno accreditate delle sue, con la conseguenza che secondo lui il loro dato fosse meno attendibile del suo (le cui fonti, comunque, non ci sono note);[53]
- Diodoro Siculo parla di 10 oratori, ma tra questi nomina solo Demostene e Licurgo.[54]

Nel 336 a.C. Alessandro Magno, dopo aver conquistato e raso al suolo Tebe, si diresse verso Atene, città che aveva promesso a Tebe degli aiuti, chiedendo ai suoi cittadini la consegna di alcuni oratori antimacedoni: le fonti antiche riportano liste molto diverse tra loro, ma tutte concordano sui nomi di Demostene e di Licurgo, che sembrano pressoché certi. Sia lo Pseudo-Plutarco sia il decreto onorifico di Stratocle affermano che il popolo si oppose convintamente alla consegna di Licurgo. Alla fine Alessandro rinunciò alla sua richiesta per intercessione di Focione.
Nel 333 a.C. Licurgo convinse l'Assemblea ateniese (sinedrion) a disdire tutti gli impegni presi con i Macedoni in vista della partecipazione della città alla guerra di Agide, promossa dal re Spartano contro i Macedoni, ma al momento di fornire combattenti e aiuti Atene si tirò indietro.

### Discendenza e morte
Licurgo sposò Callisto, figlia di Abrone, e da lei ebbe tre figli che gli sopravvissero: Abrone, Licurgo e Licofrone.
Lo Pseudo-Plutarco riferisce che Licurgo, sentendosi vicino alla morte, si fece trasportare nel Metroon, poi nel bouleuterion, dove presentò un rendiconto della sua amministrazione e confutò le accuse rivoltegli da Menesecmo, e infine di nuovo a casa sua, dove morì poco dopo. La morte viene solitamente datata al 324 a.C., tra l'estate e novembre.
Licurgo, così come alcuni dei suoi discendenti, fu seppellito a spese pubbliche di fronte al tempio di Atena Peonia, nel giardino del filosofo Melanzio (e non lontano dall'Accademia platonica, "quasi a sottolineare concretamente i legami dell'oratore con i circoli filosofici"), presso il Ceramico, e sulla tomba sua e su quelle dei suoi figli furono poste delle iscrizioni recanti i loro nomi, ancora esistenti all'epoca dello Pseudo-Plutarco e di Pausania.

## Onorificenze postume
Dopo la caduta del regime di Demetrio Falereo (307/306 a.C.) Licurgo, il cui operato fu reinterpretato alla luce dell'esperienza della guerra lamiaca, ricevette amplissimi onori da parte della polis, che lo indicò come "straordinario modello di comportamento politico e civico".

### Il decreto di Stratocle
Nel 307/306 a.C. fu approvato durante la sesta pritania un decreto (in greco antico: ψήφισμα?, psḕphisma) proposto da Stratocle che attesta l'avvenuta concessione a Licurgo di alcuni onori postumi, rientranti nella categoria delle cosiddette "μέγισται τιμαί" (méghistai tīmái); esso è stato conservato in due versioni: la versione letteraria dallo Pseudo-Plutarco e la versione epigrafica, frammentaria.

#### Tradizione del decreto di Stratocle
Il testo riportato dallo Pseudo-Plutarco potrebbe essere una copia d'archivio, come parrebbe comprovare la presenza iniziale di alcune righe concernenti la richiesta (in greco antico: αἴτησις?, áitēsis) di Licofrone di essere nutrito nel pritaneo, sottoposta ad un'azione selettiva dal compilatore o dall'autore della copia che il compilatore aveva in mano.
Il testo riportato dallo Pseudo-Plutarco non coincide con quello delle iscrizioni, bensì sembra essere una versione brachilogica e riassuntiva del testo epigrafico e in un punto presenta un parziale fraintendimento del suddetto.
Più autori concordano sulla migliore qualità del testo epigrafico, pur frammentario, rispetto a quello letterario, la cui precisione può essere stata inficiata da uno o più fattori (tra le diverse teorie ci sono una affrettata scrittura sotto dettatura, una corruzione dovuta al fatto che il compilatore avesse in mano il risultato di più copiature successive dell'originale e delle alterazioni dovute alla tradizione manoscritta del testo).
Secondo l'ipotesi di Michele Faraguna, invece, le differenze tra il testo epigrafico e quello letterario non devono indurre a svalutare quest'ultimo: secondo questa ipotesi il testo letterario non sarebbe una copia del decreto, bensì del documento che Licofrone allegò alla sua apographe (in greco antico: ἀπογραφή?).

#### Contenuto del decreto di Stratocle
Il decreto stabilì che un'immagine di Licurgo in bronzo fosse esposta nell'agorà, che il figlio maggiore di Licurgo (cioè Licofrone, dato che Abrone era morto) e i discendenti di quest'ultimo fossero mantenuti nel pritaneo, e che tutti i decreti di Licurgo fossero ratificati (i loro effetti furono cioè protratti nel tempo), copiati dal pubblico segretario e incisi su delle tavolette di pietra (il tesoriere pubblico doveva stanziare 50 dracme per questo lavoro), da esporre sull'acropoli di fianco alle offerte consacrate ad Atena.
L'eccezionalità del decreto è evidente dal fatto che, in base ai dati disponibili, è presumibile che fosse stato approvato in assenza di un'aitesis presentata da un famigliare, come di solito accadeva: "la memoria storica, che sostiene le motivazioni del decreto, potrebbe rispondere a una coscienza collettiva cittadina, esplicitata e coordinata dal proponente Stratocle". Gli onori tributati a Licurgo possono per alcuni aspetti essere riconnessi a quelli tributati ad Armodio e Aristogitone, anch'essi eroicizzati post mortem.
Il decreto, in entrambe le sue versioni, evidenzia marcatamente il carattere antimacedone della politica di Licurgo e la sua volontà incrollabile di difendere la libertà di Atene e di tutti i Greci; su questa interpretazione della politica di Licurgo gli storici non sono concordi. È inoltre chiaro che il buon governo di Licurgo viene elogiato non solo in sé, ma anche in contrapposizione al recentemente abbattuto regime di Demetrio Falereo.
A questo proposito il decreto, in entrambe le sue versioni, presenta un'imprecisione cronologica: la richiesta di Alessandro Magno di farsi consegnare alcuni oratori antimacedoni, tra cui Licurgo, viene posposta dal 336 a.C. a "quando Alessandro era divenuto re di tutta l'Asia e pensava di imporre il suo potere a tutti i Greci", probabilmente per amplificare il coraggio di Licurgo e del popolo ateniese nell'opporsi ad Alessandro, che nella versione del decreto appare molto più potente di quando non fosse quando in realtà il fatto si verificò. L'ipotesi che nel 331 a.C., dopo l'insurrezione di Agide III, ci sia stata una seconda richiesta di consegna di Licurgo e di altri oratori (la prima è appunto quella del 336 a.C.), viene solitamente considerata infondata.
Il decreto di Stratocle influenzò la tradizione storica antica riguardante Licurgo; su di esso, ad esempio, sembra essersi basato Pausania il Periegeta.

### Immagini presso l'Eretteo
Pausania il Periegeta cita la presenza di graphai ("raffigurazioni iconografiche") degli Eteobutadi illustri sulle pareti dell'Eretteo, luogo di grande visibilità per tutti i cittadini della polis. Secondo lo Pseudo-Plutarco i dipinti, realizzati da Ismenia di Calcide su commissione del primogenito Abrone, raffiguravano tutti gli Eteobutadi che erano stati sacerdoti di Poseidone; quest'ultimo si fece raffigurare nell'atto di passare un tridente a Licofrone, visto che cedette a lui la carica ereditaria di sacerdote di Poseidone (una delle possibili cause di questa scelta potrebbe essere il fatto che Licofrone era l'unico dei tre figli di Licurgo ad aver avuto un figlio maschio, che avrebbe assicurato la continuità della successione sacerdotale).
Nello stesso posto si trovavano delle statue in legno di Licurgo e dei suoi tre figli Abrone, Licurgo e Licofrone realizzate dai figli di Prassitele, Timarco e Cefisodoto.
Risulta probabile che entrambe queste dediche siano successive al decreto di Stratocle e siano da mettere in relazione ad esso: Abrone volle "celebrare, anche attraverso la dedica di un gruppo statuario privato, il riconoscimento onorario concesso al padre dalla città e, contemporaneamente, legittimare il proprio ruolo magistrale nel luogo cultuale più idoneo alle proprie tradizioni famigliari".

## Interpretazione del programma politico
La critica moderna concorda nel considerare il programma politico di Licurgo come un tentativo di portare Atene ad una "rinascita civica, morale, militare, economica", che si articolò rispettivamente nel riordino delle leggi e nella riforma dell'efebia, nel potenziamento dei culti, nel rafforzamento navale e nel risanamento economico.
L'interpretazione antica fornita dal decreto di Stratocle, che dipinge Licurgo come un convinto antimacedone per tutta la sua vita (διὰ παντὸς τοῦ βίου), alla luce delle informazioni disponibili sembra una forzatura propagandistica funzionale alle caratteristiche della democrazia ateniese dell'età antigonide: si tende ad appiattire il periodo tra Cheronea e la guerra lamiaca "sul significato della "guerra ellenica", cioè come un conflitto affrontato da Atene per la comune libertà e salvezza" della Grecia.
Le interpretazioni moderne divergono fortemente nel considerare le riforme di Licurgo di stampo antimacedone o meno.

## Orazioni
Delle sue 15 orazioni una sola si è conservata per intero:
- Contro Leocrate (331-330 a.C.): Leocrate, un semplice cittadino privato che si era rifugiato all'estero con la sua famiglia per evitare di dover prestare servizio nell'esercito proprio poco prima della battaglia di Cheronea, sfuggì alla condanna per un soffio.

Degli altri discorsi, quasi tutte arringhe pronunciate durante processi politici, e specialmente eisangeltici, ovvero procedure eccezionali giudiziarie per alto tradimento, sono noti i seguenti titoli:
- Contro Licofrone: Licofrone venne accusato di adulterio. Di questo processo resta solo la difesa d'Iperide, non la sua arringa d'accusa.
- Contro Euxenippo: dopo Cheronea, Filippo di Macedonia diede ad Atene il territorio di Oropo, che da tempo rivendicava; Atene allora inviò Euxenippo all'oracolo di Anfiarao per sapere se una certa collina apparteneva o meno al suo santuario. Licurgo accusò Euxenippo di aver distorto un responso ambiguo. Anche di questo processo è pervenuta solo la difesa d'Iperide.
- Contro Aristogitone: si tratta di un'accusa che Licurgo scrive con l'appoggio di Demostene contro il sicofante Aristogitone.
- Contro Cefisodoto: Cefisodoto aveva proposto un decreto per rendere degli onori a Demade, oratore politico filomacedone che aveva negoziato una pace vantaggiosa per Atene e impedito le ripercussioni sulla città per la sua ribellione in seguito all'avvento al trono di Alessandro Magno. Licurgo non riuscì poi a far condannare Cefisodoto.
- Contro Lisicle: Lisicle era uno degli strateghi di Cheronea, fu condannato a morte e giustiziato dopo questa eisangelia.
- Contro Autolico: Autolico, un membro dell'Areopago che aveva posto la sua famiglia al sicuro lontano da Atene durante la battaglia di Cheronea, fu anche lui condannato a morte e giustiziato.

## Edizioni italiane
- Licurgo, Orazione contro Leocrate e frammenti, a cura di Enrica Malcovati, Roma, Tumminelli, 1966.
- Oratori attici minori, I: Iperide, Eschine, Licurgo, a cura di Mario Marzi, Pietro Leone, Enrica Malcovati, Torino, UTET, 1977.